# Love in Your Eyes
Love in Your Eyes es el octavo álbum de estudio de la banda neerlandesa The Cats. Fue publicado en mayo de 1974 a través del sello discográfico Fantasy Records. El álbum contenía «Be My Day», que alcanzó el puesto número 1 durante seis semanas en la lista de sencillos de Países Bajos.

## Recepción de la crítica
Un escritor no especificado de Billboard escribió: “La mejor banda neerlandesa ofrece una mezcla vocal e instrumental bien hecha, generalmente en la vena del rock más suave. Las mejores canciones son aquellas que permiten armonizar a los cantantes del grupo. Cats parece haber capturado esa rara habilidad de ser bueno además de comercial, y con un poco más de exposición deberían terminar como una buena banda de sencillos”. Un escritor no especificado de la revista Cash Box declaró: “La música deriva del estilo de rock y blues occidental, pero la banda encaja las diversas piezas musicales del rompecabezas en una presentación única que seguramente complacerá a una amplia gama de gustos”.

## Lista de canciones
| Lado uno |                                          |                                     |          |  |
| N.º      | Título                                   | Escritor(es)                        | Duración |  |
| 1.       | «Be My Day»                              | Larry Murray                        | 3:00     |  |
| 2.       | «A Clown Never Cries»                    | Al Capps Gordon Marron Reid Reilich | 2:25     |  |
| 3.       | «If You'll Be My Woman»                  | Cees Veerman                        | 4:07     |  |
| 4.       | «Love in Your Eyes»                      | Capps Marron Reilich                | 2:24     |  |
| 5.       | «Saturday Mornings and the Western Show» | John Durrill                        | 3:17     |  |
| 6.       | «Let's Dance»                            | Piet Veerman                        | 2:32     |  |

| Lado dos |                                               |                             |          |  |
| N.º      | Título                                        | Escritor(es)                | Duración |  |
| 1.       | «If You're Gonna Tangle (In a Love Triangle)» | Bobby Flax Lanny Lambert    | 2:45     |  |
| 2.       | «She's on Her Own»                            | Arnold Mühren               | 3:33     |  |
| 3.       | «Time Machine»                                | Mühren P. Veerman           | 3:08     |  |
| 4.       | «One Way Wind»                                | Mühren                      | 3:31     |  |
| 5.       | «Moonchild»                                   | Gregg Williams Mike Kennedy | 2:14     |  |
| 6.       | «A Letter»                                    | P. Veerman                  | 3:31     |  |

- Los lados uno y dos fueron combinados como pista 1–12 en la reedición de CD.

| Bonus tracks (2003 EMI Records reissue) |                                          |                   |          |  |
| N.º                                     | Título                                   | Escritor(es)      | Duración |  |
| 13.                                     | «Rock 'n' Roll» (Non-album single, 1973) | Kevin Johnson     | 4:56     |  |
| 14.                                     | «Mississippi» (Non-album single, 1974)   | Mühren P. Veerman | 6:14     |  |
| 15.                                     | «Sois ma femme» (Non-album single, 1974) | Murray            | 3:07     |  |

## Créditos y personal
Créditos adaptados desde las notas de álbum de The Love in Your Eyes.
- Ben Benay, Craig Fall – guitarra
- King Errisson – percusión
- Larry Muhoberac, Michael Omartian, Thomas Hensley – teclados
- Earle Dumler, Robert Hardaway – instrumento de viento-madera
- Paul Hubinon, Charles Findley, Dalton Smith – trompeta
- Reinie Press – bajo eléctrico
- John Raines – batería
- Johnny Rotella – saxofón
- Buddy Emmons – steel guitar

Personal técnico
- Al Capps – productor, arreglos
- Lenny Roberts – ingeniero de audio
- Jan Fijnheer – diseño
- George van de Wijngaard – fotografía

## Posicionamiento
| Gráfica (1974)                     | Pico de posición |
| ---------------------------------- | ---------------- |
| Países Bajos (Dutch Album Top 100) | 1                |